# Leucania speciosa
Leucania speciosa là một loài bướm đêm trong họ Noctuidae.